# Michel Loy
Michel Loy, né le 11 septembre 1966 à Choisy-le-Roi (Val-de-Marne), est un joueur de pétanque français.

## Biographie
Il est droitier et se positionne en milieu.

## Clubs
- 1983-1984 : Boule d'Or Yerroise (Essonne)
- 1985 : Amicale Pétanque de Montgeron (Essonne)
- 1986-? : AAS Fresnes  (Val-de-Marne)
- ?-? : Pétanque Club Paris 16ème
- ?-1991 : ASC de l’Assemblée Nationale (Paris 7ème)
- 1992-1994 : Les Lilas (Seine-Saint-Denis)
- 1995 : Pétanque Club d'Issy-les-Moulineaux (Hauts-de-Seine)
- 1996-2007 : Star Master's Pétanque Club de Barbizon (Seine-et-Marne)
- 2008-2012 : Les Boulistes d'Avrillé (Maine-et-Loire)
- 2013-2016 : Les Canuts de Lyon (Rhône)
- 2017-2018 : Club Pétanque Bron Terraillon (Rhône)
- 2019- : AS Chaponnay Pétanque (Rhône)
- ? :  Club Décines Pétanque (Rhône)
- ? : ESM Gonfreville-l'Orcher (Seine-Maritime)

## Palmarès[1],[2]

### Séniors

#### Championnats du Monde
Champion du Monde
- Triplette 1994 (avec Alain Bideau et Didier Choupay) :  Équipe de France
- Triplette 2004 (avec Damien Hureau, Bruno Le Boursicaud et Bruno Rocher) :  Équipe de France
- Triplette 2006 (avec Sylvain Dubreuil, Didier Chagneau et Pascal Milei) :  Équipe de France

Finaliste
- Triplette 1993 (avec Michel Briand et David Le Dantec) :  Équipe de France 2
- Triplette 2003 (avec Damien Hureau, Bruno Le Boursicaud et Bruno Rocher) :  Équipe de France

Troisième
- Triplette 1997 (avec Philippe Quintais et Philippe Suchaud) :  Équipe de France 3
- Triplette 1999 (avec Damien Hureau, David Le Dantec et Philippe Suchaud) :  Équipe de France
- Triplette 2005 (avec Damien Hureau, Bruno Le Boursicaud et Bruno Rocher) :   2
- Triplette 2008 (avec Zvonko Radnic, Stéphane Robineau et Pascal Miléi) :  Équipe de France

#### Jeux mondiaux
Troisième
- Triplette 1997 (avec Zvonko Radnic et Michel Briand) :  Équipe de France

#### Coupe des Confédérations
Vainqueur
- Triplette 2015 (avec Henri Lacroix, Philippe Suchaud et Bruno Le Boursicaud) :  Équipe de France

Finaliste
- Triplette 2012 (avec Thierry Grandet et Jean-Michel Puccinelli) :  Équipe de France

#### Championnats d'Europe
Champion d'Europe
- Triplette 2011 (avec Kévin Malbec, Jean-Michel Puccinelli et Dylan Rocher) :  Équipe de France
- Triplette 2015 (avec Damien Hureau, Henri Lacroix et Dylan Rocher) :  Équipe de France

Troisième
- Triplette 2009 (avec Christophe Sarrio, Philippe Quintais et Stéphane Robineau) :  Équipe de France

#### Coupe d'Europe des Clubs
Vainqueur
- 2005 (avec Nathalie Le Bourgeois, Didier Choupay, Stéphane Le Bourgeois, Éric Sirot, Charles Weibel et Alain Bideau (coach)) : Star Master's Pétanque Club de Barbizon

#### Championnats de France
Champion de France
- Doublette 1990 (avec Thierry Lesage) : ASC de l'Assemblée Nationale Paris 7ème
- Triplette 1996 (avec Didier Choupay et Patrick Milcos) : Star Master's Pétanque Club de Barbizon
- Doublette mixte 2015 (avec Vanessa Denaud) : Les Canuts de Lyon
- Tête à Tête 2022 : Club Décines Pétanque
- Doublette 2024 (avec Yohan Cousin) : ESM Gonfreville-L'Orcher

Finaliste
- Triplette 1993 (avec Patrick Milcos et Gérard Tournay) : Les Lilas
- Tête à Tête 1993 : Les Lilas
- Doublette mixte 1996 (avec Anne Bertaud) : Star Master's Pétanque Club de Barbizon
- Doublette mixte 1997 (avec Anne Bertaud) : Star Master's Pétanque Club de Barbizon
- Doublette 1998 (avec Didier Choupay) : Star Master's Pétanque Club de Barbizon
- Doublette 1999 (avec Didier Choupay) : Star Master's Pétanque Club de Barbizon
- Triplette 2014 (avec Henri Lacroix et Bruno Le Boursicaud) : Les Canuts de Lyon
- Triplette 2015 (avec Henri Lacroix et Bruno Le Boursicaud) : Les Canuts de Lyon

#### Coupe de France des clubs
Vainqueur
- 2007 (avec Nathalie Sirot, Frédérique Labat, Didier Choupay, Stéphane Le Bourgeois, Jean-Pierre Le Lons, Éric Sirot et Charles Weibel et Claude Valois (coach)) : Star Master's Pétanque Club de Barbizon

Finaliste
- 2005 (avec Nathalie Le Bourgeois, Didier Choupay, Stéphane Le Bourgeois, Éric Sirot, Charles Weibel et Alain Bideau (coach)) : Star Master's Pétanque Club de Barbizon

#### Masters de pétanque
Vainqueur
- 2000 (avec Didier Choupay et Eric Sirot) : Équipe Choupay
- 2006 (avec Eric Sirot, Charles Weibel et Kévin Malbec) : Équipe Loy
- 2011 (avec Dylan Rocher, Kévin Malbec et Jean-Michel Puccinelli) :  Équipe de France

Finaliste
- 2002 (avec Didier Choupay, Eric Sirot et Pascal Miléi) : Équipe Choupay
- 2003 (avec Didier Choupay, Eric Sirot et Frédéric Foni) : Équipe Choupay
- 2017 (avec Damien Hureau, Philippe Quintais et Philippe Suchaud) :  Équipe de France

#### Trophée des villes
Vainqueur
- 2005 (avec Didier Choupay, Kévin Malbec et André Poiret) : Melun

#### Millau

##### Mondial de Millau (1993-2002)
Vainqueur
- Doublette 1993 (avec David Le Dantec)

Finaliste
- Triplette 2000 (avec Didier Choupay et Eric Sirot)

##### Mondial à pétanque de Millau (2003-2015)
Vainqueur
- Doublette 2005 (avec Simon Cortes)
- Doublette 2010 (avec Pascal Miléi)

#### EuroPétanque de Nice
Vainqueur
- Triplette 2003 (avec Didier Choupay et Éric Sirot)
- Triplette 2004 (avec Didier Choupay et Éric Sirot)

#### Autres titres

##### Trophée PétanqueCanal+
Vainqueur
- Triplette 1999 (avec Didier Choupay et Michel Briand)

Bol d'Or International de Genève
Vainqueur
- 1999 : Groupe France (avec Philippe Suchaud, David Le Dantec et Damien Hureau)
- 2000 : Groupe France (avec Philippe Suchaud, Jean-Marc Foyot et Damien Hureau)
- 2002 : Groupe du Président (avec Didier Choupay, Charles Weibel et Damien Hureau)

### Records
- Exhibition tir : codétenteur du record du monde de tir des 1 000 boules en une heure. Le 10 mai 2011 à Dreux : Les tireurs : Stéphane Robineau (93 tirées), Damien Hureau (91), Philippe Quintais (94), Kevin Malbec (81), Christophe Sévilla (84), Philippe Suchaud (86), Julien Lamour (84), Michel Loy (83), Dylan Rocher (89) et Christian Fazzino (91). Soit 876 sur 1 000 en 53 minutes et 25 secondes.